# Джена Ли
Джена Ли (фр. Jena Lee, настоящее имя Сильвия Гарсия (фр. Sylvia Garcia); род. 29 июля 1987, Чили) — французская певица.

## Биография

### Детство
Родившуюся в Чили Сильвию Гарсия в девять месяцев удочерила французская семья. Она выросла в Олорон-Сент-Мари (Атлантические Пиренеи) и с четырёх лет увлекалась музыкой. Свои первые песни записывала на магнитофон. Одна из этих песен — «Banalité», которую она написала в 15 лет, попала к редактору Vital Song в Париже, который хочет заключить с ней контракт. Родители соглашаются, но с одним условием, сперва Сильвия должна закончить обучение. В 2005 девушка заканчивает учиться и в 2006 году переезжает в Париж.

### Ранние годы
В 2007 году Джена встретила Sulee B Wax, который заинтересовался её работами. Когда начался четвёртый сезон популярного шоу «Popstars», он попросил Джену попробовать себя в написании музыки к песням для шоу. Ли написала шесть из тринадцати песен, вошедших в альбом Sheryfa Luna, включая песню «Somewhere». После этого Джена Ли стала получать предложения, в частности от Мэтье Эдварда, для которого она написала композицию для его музыкальной постановки «Cléopâtre».
В 2008 году Джена приняла участие и победила на конкурсе Urban Music Nation contest, организованном радиостанцией Skyrock.

### Vous Remercier
Дебютный альбом Джены Ли вышел 2 ноября (в интернете) и 9 ноября (в магазинах) 2009 года на лейбле Mercury Records, дочернем лейбле Universal Music France, в содружестве с Bustafunk. Альбом разошёлся тиражом в 200 000 экземпляров и получил статус дважды платинового.
Первый синглом стала композиция «J’aimerais tellement» вышедшая в апреле 2009 года вместе с видеоклипом. Песня пробыла на вершине французских чартов одиннадцать недель, а также была наиболее скачиваемой в ноябре 2009 года. Над музыкальным видео поработал французский художник Бенджамин, поклонницей которого является Ли.
Другими синглами с альбома являются композиции «Du Style» и «Je Me Perds».

### Ma référence
Второй альбом «Ma Référence» вышел 1 ноября 2010 года совместно с Bustafunk на лейбле Mercury Records. Свой цифровой сингл «Éternise moi» она записала совместно с Eskemo. Другими синглами с альбома являются песни «Mon Ange», «US Boy» и «Je rêve en enfer» вместе с французским рэпером Орелсаном. Музыкальные видео сняты только на «Éternise moi», «Mon Ange» и «US Boy».

### Музыкальная пауза. Окончание сольной карьеры
После окончания тура в поддержку второго альбома Джена делает паузу в своем творчестве. Она оставляет сольную карьеру, рассторгнув контракт с Universal Music France. Вместе с Гией Мартинелли, бывшей журналисткой «Goom Radio», Ли создает новый музыкальный проект — женскую поп-группу Dirty Diary. Выход альбома группы планируется на 2014 год. Первый сингл с альбома ожидается 9 ноября 2013 года.

## Дискография

### Альбомы
| Год  | Альбом         | Позиция в чартах | Позиция в чартах | Позиция в чартах | Позиция в чартах |
| Год  | Альбом         | FR               | FR (DD)1         | BEL (WA)         | SWI              |
| ---- | -------------- | ---------------- | ---------------- | ---------------- | ---------------- |
| 2009 | Vous remercier | 6                | 6                | 53               | 98               |
| 2010 | Ma référence   | 11               | 8                | 72               | —                |

- Трек-лист Vous remercier

1. Je me perds
2. Du style
3. J’aimerais tellement
4. Banalité
5. Redeviens-toi même
6. Banalité
7. Je rêve en enfer
8. Dépendance
9. Emo/Rnb
10. Je suis
11. Je préfère
12. Victime idéale
13. Vous remercier / remerciements

- Трек-лист Ma référence

1. Mon ange
2. US Boy
3. Je rêve en enfer
4. Ma référence
5. Éternise-moi
6. Le temps
7. Mon délire
8. Âme sœur
9. Ne me réveille pas
10. J’oublie
11. Je m’ennuie
12. En détresse
13. L’ombre et la lumière
14. Petite fille (Bonus Track)

### Синглы
| Год  | Сингл                     | Позиция в чартах | Позиция в чартах | Позиция в чартах | Позиция в чартах |
| Год  | Сингл                     | FR               | FR (DD)1         | BEL (WA)         | SWI              |
| ---- | ------------------------- | ---------------- | ---------------- | ---------------- | ---------------- |
| 2009 | J’aimerais tellement      | 1                | 1                | 25               | 50               |
| 2009 | Je me perds               | 4                | 12               | -                | -                |
| 2010 | Du style                  | 10               | 46               | -                | -                |
| 2010 | Éternise-Moi feat. Eskemo | -                | -                | -                | -                |
| 2010 | U.S. Boy                  | -                | 18               | -                | -                |
| 2011 | Mon Ange                  | -                | -                | -                | -                |

- Je Me Perds — Дата выхода: 09 декабря 2009
- Du style — Дата выхода: 15 апреля 2010
- Eternise-Moi — Дата выхода: 05 июля 2010
- US Boy — Дата выхода: 04 ноября 2010